# Se a vida fosse como a internet
Se a vida fosse como a internet é um graphic novel de autoria do cartunista Pablo Carranza lançado em julho de 2012 pela editora Beleléu. Financiado pelo ProAc, o livro traz diversas histórias que fazem sátira da internet, apresentando de forma cômica situações que fazem paralelo na "vida real" com sites de redes sociais e programas de mensagens instantâneas como Facebook, Orkut, MSN, WhatsApp, entre outros. O projeto gráfico, de autoria do designer e quadrinista Stêvz, trabalha com diversos tipos de fontes e papel (por exemplo: foi utilizado papel de fax em uma história que traça um paralelo entre esse meio de comunicação e o e-mail). O livro ganhou o 25º Troféu HQ Mix na categoria "melhor publicação de humor gráfico".